# Marcellin Pellet
Pour les articles homonymes, voir Pellet.
Eugène Antoine Marcellin Pellet, né le 4 mars 1849 à Saint-Hippolyte-du-Fort (Gard) et mort à Valleraugue (Gard) le 9 décembre 1942, auteur d'ouvrages sur la Révolution française, avocat, député du Gard et diplomate qui favorisa l'exploration spéléologique des Cévennes,.

## Biographie
Élève du lycée de Montpellier, puis à Paris d'une école de droit, il devient avocat au barreau de Paris et journaliste. Participant à la guerre franco-allemande de 1870, il est fait prisonnier à la bataille du Mans et emmené en Prusse. À son retour, Léon Gambetta lui confie la direction de son journal La République française. Il est élu député républicain du Gard de 1876 à 1885. En mai 1877, il est l'un des signataires du manifeste des 363. Après sa défaite en 1885, il quitte la politique et entame une carrière diplomatique. Il est nommé consul de France à Livourne en 1886, à Naples en 1889, à Genève en 1892, ministre plénipotentiaire au Guatemala en 1897 puis à La Haye auprès de S.M. la Reine des Pays-Bas en 1902.
Il prend sa retraite en 1916.

## Distinctions
- Commandeur de la Légion d'honneur (30 décembre 1919)[5]
- Officier de l'Instruction publique
- Grand Croix de l'Ordre d'Orange-Nassau (Pays Bas, 30 juin 1911)[6]

Marcellin Pellet a été décoré de la médaille du Club cévenol en 1912, donnée aussi à des spéléologues.

## Écrits
Pellet a publié de nombreux articles ou interventions, et des ouvrages sur Napoléon (Napoléon à l'île d'Elbe : mélanges historiques) et une Étude historique et biographique sur Théroigne de Méricourt.

Pendant son séjour en Italie, il a publié Naples contemporaine, dans lequel il fait une description des conditions de vie et de la misère des habitants des bassi.

## Sources
- « Marcellin Pellet », dans Adolphe Robert et Gaston Cougny, Dictionnaire des parlementaires français, Edgar Bourloton, 1889-1891 [détail de l’édition]
- « Pellet », dans Dictionnaire biographique du Gard, Paris, Flammarion, coll. « Dictionnaires biographiques départementaux » (no 45), 1904 (BNF 35031733), p. 488.